# Silvia Manríquez
Silvia Manríquez  (Mexikóváros, Mexikó, 1953. január 27. –) mexikói színésznő.

## Élete és pályafutása
1953. január 10-én született. Két gyermeke született: Xareni és Lliv.

## Filmográfia

### Telenovellák
- Por amar sin ley (2018) - Melisa
- En tierras salvajes (2017) - María
- Mi marido tiene familia (2017) - Rebeca
- María (2015–2016) - Marcela Arriaga (Magyar hang: Szórádi Erika)
- Veronica aranya (2015) - Martin és Demetrio édesanyja
- Maricruz (Corazón indomable) (2013) - Clementina del Olmo (Magyar hang: Menszátor Magdolna)
- Rabok és szeretők (Amores verdaderos) (2012–2013) - Paula Trejo
- Kettős élet (2011–2012) - Amparo Mejía (Magyar hang: Koffler Gizella)
- Időtlen szerelem (Cuando me enamoro) (2010–2011) - Catalina viuda de Soberón (fiatal) (Magyar hang: Molnár Zsuzsa)
- Vad szív (Corazón salvaje) (2009–2010) - Marlene de Fontenak / Magda (Magyar hang: Hullan Zsuzsa)
- Muchachitas como tú (2007) - Constanza Sada de Villaseñor
- Mundo de fieras (2006) - Ingrid
- A vadmacska új élete (Contra viento y marea) (2005) - Amparo Cárdenas
- Amarte es mi pecado (2003) - Ana María Fernández del Ara
- La otra (2002) - Marta Caballero de Guillén (fiatal)
- Entre el amor y el odio (2002) - Rosalía
- A betolakodó (La intrusa) (2001) - Elena Roldán (Magyar hang: Árkosi Kati)
- El precio de tu amor (2000) - Ana Luisa Galván
- Julieta (Laberintos de pasión) (1999–2000) - Sara de Sandoval (Magyar hang: Makay Andrea)
- Titkok és szerelmek (El privilegio de amar) (1998–1999) - Luz María de la Colina (Magyar hang: Csizmadia Gabriella)
- Desencuentro (1997) - Alma
- Pueblo chico, infierno grande (1997) - Jovita Ruán de Irepán
- Un rostro en mi pasado (1990) - Elvira
- Cautiva (1986) - Graciela
- Sí, mi amor (1984) - Leticia
- Bodas de odio (1983) - Armida
- El derecho de nacer (1981) - Teté
- Lo imperdonable (1975)